# Jempy Drucker
Jean-Pierre "Jempy" Drucker, född den 3 september 1986 i Sandweiler är en före detta professionell tävlingscyklist från Luxemburg.

## Meriter

### Landsväg
2010
Vinnare av prologen i Flèche du Sud
2:a i Grote Prijs Stad Zottegem
2012
6:a i Paris-Bryssel
2013
2:a i Grand Prix d'Isbergues
6:a totalt i Tour de Wallonie
2014
2:a totalt i Tour de Luxembourg
4:a i Dwars door Vlaanderen
5:a i Paris–Bourges
6:a i Omloop Het Nieuwsblad
6:a i Paris-Tours
9:a i Nokere Koerse
2015
Vinnare av RideLondon-Surrey Classic
Vinnare av etapp 1 (TTT) i Vuelta a España
2:a i individuellt tempolopp vid Nationsmästerskapen
5:a i Grand Prix Impanis-Van Petegem
6:a i Kuurne-Bryssel-Kuurne
7:a totalt i Driedaagse van West-Vlaanderen
10:a i Handzame Classic
2016
Vinnare av prologen i Tour de Luxembourg
Vinnare av etapp 16 i Vuelta a España
2:a i individuellt tempolopp vid Nationsmästerskapen
9:a i E3 Harelbeke
10:a i Paris-Tours
2017
Vinnare av etapp 1 i Tour de Luxembourg
 Vinnare av Nationsmästerskapen i individuellt tempolopp
Vinnare av etapp 1 i Tour de Wallonie
2:a i Primus Classic
2:a i Grand Prix Pino Cerami
4:a i Eschborn–Frankfurt
5:a i Tour de l'Eurométropole
6:a i RideLondon-Surrey Classic
10:a i Paris-Tours
2018
2:a i Tour de l'Eurométropole
5:a i Grand Prix Pino Cerami
6:a i Kuurne-Bryssel-Kuurne
7:a i RideLondon-Surrey Classic
2019
6:a i Omloop Het Nieuwsblad
2020
3:a i linjelopp vid Nationsmästerskapen
5:a i Driedaagse Brugge-De Panne
2021
2:a i linjelopp vid Nationsmästerskapen

### Cykelcross
- Nationsmästerskapen:

 Juniormästare 2003, 2004
 U23-mästare 2005, 2007
 Mästare elit 2006, 2008, 2010, 2011